# غراب (إيران)
غراب (بالفارسية: گراب) هي مدينة تقع في إيران في Tarhan District. يقدر عدد سكانها بـ 3,270 نسمة .